# Рыздвяный
Рыздвя́ный — посёлок городского типа в Изобильненском городском округе Ставропольского края России.

## Этимология
Назван по имени близлежащей станицы Рождественской. Название в переводе с украинского языка означает «рождественский» (укр. Різдво — Рождество).
Варианты наименования: Рыздвяная, Рыздвяненский, Рыздвянный, Рыздвяной, Рыздвяное.

## География
Посёлок находится в пределах северных склонов Ставропольской возвышенности на железнодорожной линии Кавказская — Ставрополь.
Расположен в 16 км на юго-восток от Изобильного.
Расстояние до краевого центра: 28 км.

## История
Населённый пункт возник как железнодорожный полустанок Рождественский (позднее переименован в Рыздвяный), заложенный в 1893—1894 годах на линии Ставрополь — Кавказская, в 6 верстах от станицы Рождественской и 112 верстах от станции Кавказской. Датой его основания считается 1896 год (по другим данным 1 мая 1896 года), когда было завершено сооружение первого станционного здания. В 1914 году полустанок Рыздвяный получил статус станции.
Решением Ставропольского крайисполкома от 16 августа 1946 года образован посёлок Рыздвяный, его территория выделена из Рождественского сельсовета с созданием в нём самостоятельного Рыздвяненского поссовета.
В конце 1950 годов в окрестностях посёлка было обнаружено месторождение природного газа. В 1970-е годы оно было полностью выработано и переведено в подземное хранилище.

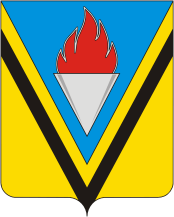
Герб МО посёлка Рыздвяного (2005—2017)

Решением крайисполкома от 4 июня 1960 года населённый пункт при железнодорожной станции Рыздвяной Изобильненского района отнесён к категории рабочих посёлков, с присвоением наименования — рабочий посёлок Рыздвяный.
1 февраля 1963 года Рыздвяный передан в административное подчинение  Ленинскому райисполкому города Ставрополя.
В феврале 1965 года Рыздвяненский поселковый совет передан в подчинение Изобильненскому райисполкому.
В 1994 году Рыздвяненский поселковый совет переименован в администрацию посёлка Рыздвяного.
22 апреля 1997 года избран глава муниципального образования посёлка Рыздвяный. 20 апреля 1998 года принят устав МО.
C 2004 года до мая 2017 года посёлок образовывал городское поселение посёлок Рыздвяный.
3 июня 2005 года утверждены официальные символы поселения — герб и флаг.

## Население
| 1970  | 1979  | 1989  | 2002  | 2009  | 2010  | 2011  | 2012  | 2013  |
| ----- | ----- | ----- | ----- | ----- | ----- | ----- | ----- | ----- |
| 3262  | ↗4346 | ↗6284 | ↗7468 | ↗7516 | ↗7710 | ↘7702 | ↘7664 | ↘7618 |
| 2014  | 2015  | 2016  | 2017  | 2018  | 2019  | 2020  | 2021  | 2023  |
| ↘7551 | ↘7536 | ↘7504 | ↘7492 | ↘7489 | ↘7468 | ↗7480 | ↗7719 | ↘7660 |
| 2024  | 2025  |       |       |       |       |       |       |       |
| ↘7608 | ↘7567 |       |       |       |       |       |       |       |

Национальный состав
По итогам переписи населения 2010 года проживали следующие национальности (национальности менее 1 %, см. в сноске к строке «Другие»):
| Национальность | Численность | Процент |
| -------------- | ----------- | ------- |
| Русские        | 7109        | 92,20   |
| Армяне         | 327         | 4,24    |
| Другие         | 274         | 3,55    |
| Итого          | 7710        | 100,00  |

## Культура
- Дворец культуры и спорта[38]. Один из крупнейших на Ставрополье и крупнейший в Изобильненском районе
- Библиотека. Открыта 1 июля 1961 года[9]

## Образование
- Детский сад № 20
- Детский сад № 22
- Детский сад № 28
- Средняя общеобразовательная школа № 11
- Рыздвяненская детская школа искусств

## Экономика
- Ставропольское управление подземного хранения газа. Открыт 6 сентября 1956 года как хозрасчетный газовый промысел № 1[9]
- Предприятие «Кавказгазторг». Образовано 12 декабря 1958 года как отдел рабочего снабжения Невинномысского азотно-тукового завода[39]

## Медицина
Рыздвяненская участковая больница

## Транспорт
Автомобильный транспорт
В посёлок заходят маршрутки «Изобильный — Ставрополь», «Ставрополь — Изобильный», «Солнечнодольск» - «Ставрополь», «Ставрополь» - «Солнечнодольск», а также дважды в день (утром и вечером) автобусы на Москву (автостанция «Саларьево»).
Железнодорожный транспорт
Железнодорожная станция «Рыздвяная» на линии Кавказская — Ставрополь. Несмотря на то, что на станции работает персонал, и она считается действующей, ни один пассажирский состав на ней не останавливается. По состоянию на май 2020 года пассажирское сообщение представлено лишь рельсовым автобусом РА-1, прибывающим на станцию утром (рейс 6939/6949) по направлению в Кавказскую, и возвращающимся обратно в Ставрополь (рейс 6940/6942) ближе к вечеру. Продолжительность остановки: 1 минута.
Воздушный транспорт
В посёлке расположен аэродром «Рыздвяный».

## Русская православная церковь
- Храм Рождества Христова Ставропольской и Невинномысской епархии

## Спорт
- Стадион «Факел». Крупнейший стадион в Изобильненском районе. Является запасным домашним стадионом для профессионального футбольного клуба «Динамо Ставрополь».
- Любительский футбольный клуб «Газовик». Играет в Открытом первенстве Изобильненского района.

## Кладбище
По улице Восточной расположено общественное открытое кладбище площадью 266 831 м².